# Gilbert Gallerne
Gilbert Gallerne (Poissy, 2 de abril de 1954) es un escritor y traductor de nacionalidad francesa adscrito a los géneros de la ciencia ficción, fantasía y policíaco.

## Trabajo literario
Bajo el seudónimo Gilles Bergal ha publicado varios cuentos y dos novelas de terror bajo la casa editorial Fleuve noir —Cauchemar à Staten Island y Camping Sauvage—, mientras que bajo el nombre de Milan, trabajo en la colección Anticipation con la serie Le Clone Triste y Le Rire du Klone.
En 1992 decidió abandonar sus seudónimos para firmar su nombre a dos obras de criminología: Edward Gein le Psycho y Sacrifices Humains à Matamoros bajo la colección Crime story en Fleuve noir. A partir de este período, realizó un cambio de género literario: pasa de la fantasía al thriller. Sus obras principales tienen la característica de ambientarse en Francia, entre las que se encuentran: Teddy est revenu (Lefrancq, 1997), La Mort au soleil (Flammarion, 2000), Le Prix de l'angoisse (Belfond, 2002) y Le Patient 127 (Belfond, 2004).
Ha colaborado con la revista de literatura Écrire Aujourd'hui, en la que estuvo a cargo de una columna titulada Écrire, tout simplement, donde daba consejos a los escritores nóveles. Estos artículos fueron incluidos en un manual Je suis un écrivain : guide de l’auteur professionnel (Encrage, 1998).
Como traductor, ha traducido varios best-sellers norteamericanos, entre ellos: Danse avec les loups —en inglés: Dances with Wolves (1988)— de Michael Blake y Basic Instinct (1992), la novelización de la película de Paul Verhoeven dirigida por Richard Osborne.
Su novela En el país de las sombras —en francés: Au pays des ombres, que narra las aventuras de un oficial de policía llamado Vicente Bremont, de la PJ, víctima de un complot que lo involucra en un asesinato— fue galardonada con el Premio Quai des Orfèvres de 2010.

## Obras

### Novelas
Horror
- Cauchemar à Staten Island - Coogan 1 (1986), como Gilles Bergal
- Camping Sauvage (1989), como Gilles Bergal
- Amok (2007), como Gilles Bergal.
- La Nuit des hommes-loups - Coogan 2 (2007), como Gilles Bergal.

Ciencia ficción
- Le Clone triste - Dérive 1 (1988), como Milan
- Le Rire du Klone - Dérive 2 (1988), como Milan
- Petit homme vert (1998), como Gilbert Gallerne

Fantasía
- Les Fils du Tyrannosaure (1995), como Gilbert Gallerne.
- Magie noire (1998 y 2007), como Gilbert Gallerne

Thriller
- Teddy est revenu (1997, 1998, 2000, 2009, 2010) como Gilbert Gallerne.
- La Mort au soleil (2000) [título original: La Dame blanche], como Gilbert Gallerne.
- Le Prix de l'angoisse (2002 y 2003), como Gilbert Gallerne.
- L'Ombre de Claudia (2003, 2009 y 2011), como Gilbert Gallerne.
- Le Patient 127 (2004), como Gilbert Gallerne.
- Au pays des ombres (2009 y 2010), novela policial como Gilbert Gallerne.

### Colecciones de cuentos
- L'Appel de la Banshee (3 cuentos), como Gilles Bergal (1981).
- Créatures des ténèbres (15 cuentos), como Gilles Bergal (1985 y 2007).
- Zombie blues (18 cuentos), como Gilles Bergal (2007).
- Chutes mortelles (21 cuentos), como Gilbert Gallerne (2009).

### Documentos y ensayos
Ensayos
- Edward Gein, le Psycho (1993 y 2008), como Gilbert Gallerne.
- Sacrifices humains à Matamoros (1993), como Gilbert Gallerne.
- Le Dossier des hantises (2000), como Gilles Bergal.

Otros
- Je suis un écrivain: guide de l’auteur professionnel (manual), como Gilbert Gallerne (1998).
- Writers from Beyond: portraits of science-fiction, fantasy and horror writers (álbum de fotografías), como Gilbert Gallerne (2011).

### Colectivas
- Le Chat. En Histoires terribles d'animaux. Antología preparada y presentada por Jean-Baptiste Baronian. París: Librairie des Champs-Élysées, 1981, 255 p. ISBN 2-7024-1232-7.
- Territoires de l'inquiétude. Volumen 6: 16 récits de terreur.  Seleccionada y presentada por Alain Dorémieux. París: Denoël, 1993, 315 p. (Présence du fantastique; 30). ISBN 2-207-60032-7 .
- Post mortem. En Noir Roussillon: quinze nouvelles policières. Antología dirigida por François Darnaudet y Philippe Salus. Perpignan: Mare nostrum éd., 2007, 201 p. (Polar). ISBN 978-2-908476-51-4.